# Бесен (Изер)
Бесен (фр. Bessins) насеље је и општина у источној Француској у региону Рона-Алпи, у департману Изер која припада префектури Гренобл.
По подацима из 2011. године у општини је живело 128 становника, а густина насељености је износила 27,53 становника/km². Општина се простире на површини од 4,65 km². Налази се на средњој надморској висини од 450 метара (максималној 650 m, а минималној 405 m).

## Демографија
| 1962. | 1968. | 1975. | 1982. | 1990. | 1999. | 2011. |
| ----- | ----- | ----- | ----- | ----- | ----- | ----- |
| 119   | 126   | 124   | 101   | 90    | 107   | 128   |

График промене броја становника у току последњих година